# Liste der Mitglieder des Schweizer Ständerats in der 48. Legislaturperiode

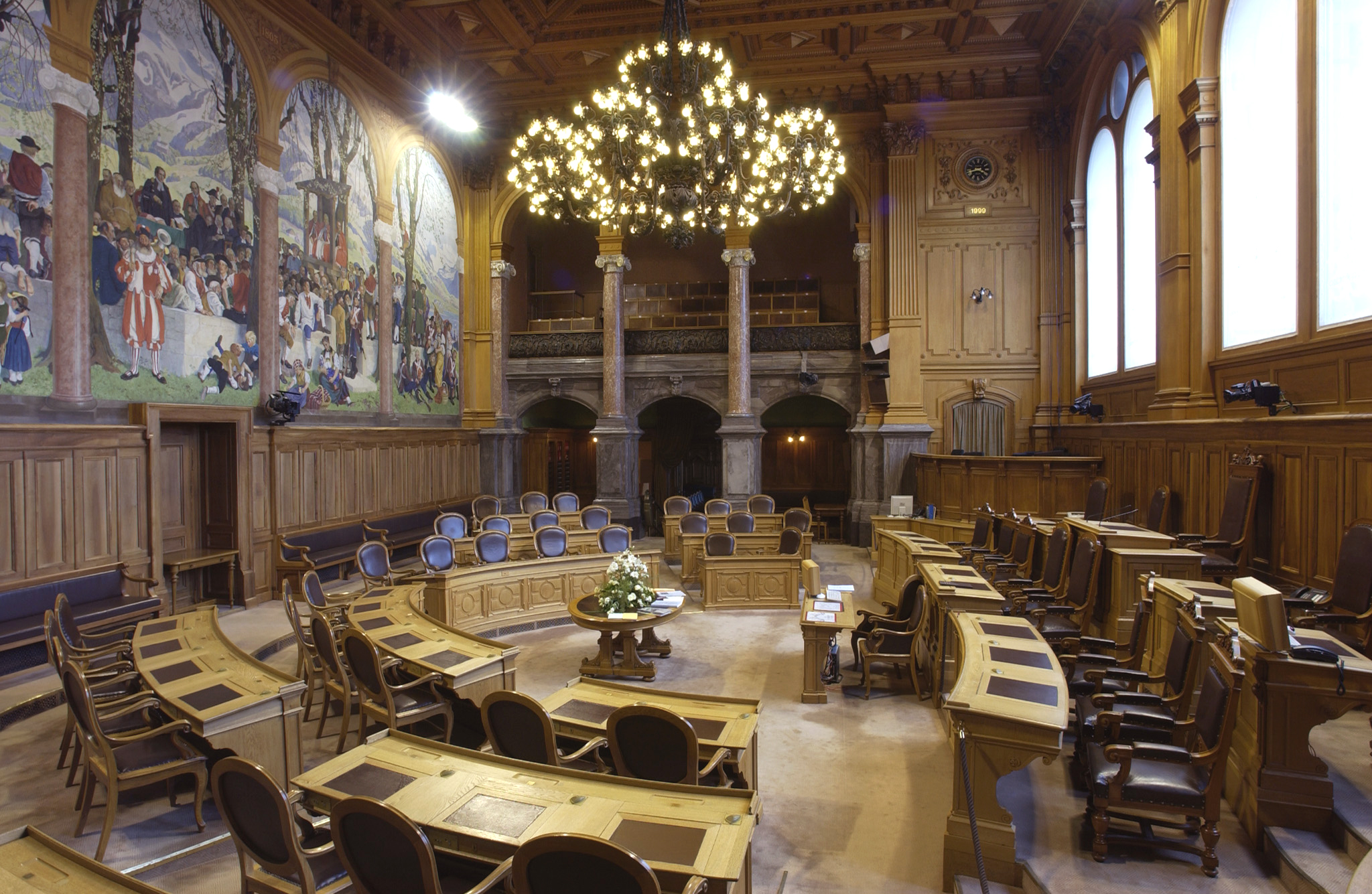
Saal des Ständerates im Bundeshaus

Dieser Artikel listet alle Personen auf, die während der Legislaturperiode 2007–2011 dem Ständerat angehörten.

## Im Ständerat vertretene Parteien
| Partei                              | Abkürzung | Sitze |
| ----------------------------------- | --------- | ----- |
| Christlichdemokratische Volkspartei | CVP       | 14    |
| FDP.Die Liberalen                   | FDP       | 12    |
| Sozialdemokratische Partei          | SP        | 8     |
| Schweizerische Volkspartei          | SVP       | 7     |
| Grüne Partei                        | GPS       | 2     |
| Grünliberale Partei                 | glp       | 2     |
| Bürgerlich-Demokratische Partei     | BDP       | 1     |

## Ratsmitglieder
| Name                   | Partei | Kanton                 | Geburtsdatum  | Ständerat seit | Beruf                                       | Foto                   |
| ---------------------- | ------ | ---------------------- | ------------- | -------------- | ------------------------------------------- | ---------------------- |
| Hans Altherr           | FDP    | Appenzell Ausserrhoden | 29. Apr. 1950 | 8. März 2004   | Rechtsanwalt                                | Hans Altherr           |
| Adrian Amstutz         | SVP    | Bern                   | 2. Dez. 1953  | 30. Mai 2011   | Unternehmer                                 | Adrian Amstutz         |
| Didier Berberat        | SP     | Neuenburg              | 1. Dez. 1956  | 21. Sep. 2009  | Gemeinderat                                 | Didier Berberat        |
| Alain Berset           | SP     | Freiburg               | 9. Apr. 1972  | 1. Dez. 2003   | Ökonom                                      | Alain Berset           |
| Peter Bieri            | CVP    | Zug                    | 21. Juni 1952 | 23. Jan. 1995  | Lehrer                                      | Peter Bieri            |
| Ivo Bischofberger      | CVP    | Appenzell Innerrhoden  | 24. Feb. 1958 | 4. Juni 2007   | Rektor                                      | Ivo Bischofberger      |
| Christoffel Brändli    | SVP    | Graubünden             | 7. März 1943  | 23. Jan. 1995  | Wirtschaftsberater                          | Christoffel Brändli    |
| Peter Briner           | FDP    | Schaffhausen           | 1. Nov. 1943  | 6. Dez. 1999   | Geschäftsmann                               | Peter Briner           |
| Hermann Bürgi          | SVP    | Thurgau                | 18. Feb. 1946 | 6. Dez. 1999   | Rechtsanwalt                                | Hermann Bürgi          |
| Rolf Büttiker          | FDP    | Solothurn              | 27. Juni 1950 | 25. Nov. 1991  | Wirtschaftsberater                          | Rolf Büttiker          |
| Raphaël Comte          | FDP    | Neuenburg              | 29. Sep. 1979 | 1. März 2010   | Student                                     | Raphaël Comte          |
| Robert Cramer          | GPS    | Genf                   | 7. Feb. 1954  | 3. Dez. 2007   | Staatsrat                                   | Robert Cramer          |
| Eugen David            | CVP    | St. Gallen             | 3. Sep. 1945  | 6. Dez. 1999   |                                             | Eugen David            |
| Verena Diener          | glp    | Zürich                 | 27. März 1949 | 6. Dez. 2007   |                                             | Verena Diener          |
| Christine Egerszegi    | FDP    | Aargau                 | 29. Mai 1948  | 3. Dez. 2007   | Lehrerin                                    | Christine Egerszegi    |
| Anita Fetz             | SP     | Basel-Stadt            | 19. März 1957 | 1. Dez. 2003   | Unternehmerin                               | Anita Fetz             |
| Erika Forster          | FDP    | St. Gallen             | 27. Feb. 1944 | 4. Dez. 1995   | Geschäftsfrau                               | Erika Forster          |
| Jean-René Fournier     | CVP    | Wallis                 | 18. Dez. 1957 | 3. Dez. 2007   | Staatsrat                                   | Jean-René Fournier     |
| Pankraz Freitag        | FDP    | Glarus                 | 12. Dez. 1952 | 3. Dez. 2007   |                                             | Pankraz Freitag        |
| Bruno Frick            | CVP    | Schwyz                 | 31. Mai 1953  | 25. Nov. 1991  | Rechtsanwalt                                | Bruno Frick            |
| Hannes Germann         | SVP    | Schaffhausen           | 1. Juli 1956  | 16. Sep. 2002  | Ökonom                                      | Hannes Germann         |
| Konrad Graber          | CVP    | Luzern                 | 24. Juli 1958 | 3. Dez. 2007   | Wirtschaftsprüfer                           | Konrad Graber          |
| Felix Gutzwiller       | FDP    | Zürich                 | 22. Feb. 1948 | 3. Dez. 2007   | Professor                                   | Felix Gutzwiller       |
| Claude Hêche           | SP     | Jura                   | 20. Dez. 1952 | 3. Dez. 2007   | Bauzeichner                                 | Claude Hêche           |
| Hans Hess              | FDP    | Obwalden               | 4. Mai 1945   | 8. Juni 1998   | Rechtsanwalt                                | Hans Hess              |
| René Imoberdorf        | CVP    | Wallis                 | 24. Apr. 1950 | 3. Dez. 2007   | Gemeindepräsident                           | René Imoberdorf        |
| Hansheiri Inderkum     | CVP    | Uri                    | 9. Juni 1947  | 11. Dez. 1995  | Rechtsanwalt                                | Hansheiri Inderkum     |
| Claude Janiak          | SP     | Basel-Landschaft       | 30. Okt. 1948 | 3. Dez. 2007   | Rechtsanwalt                                | Claude Janiak          |
| This Jenny             | SVP    | Glarus                 | 4. Mai 1952   | 8. Juni 1998   | Unternehmer                                 | This Jenny             |
| Alex Kuprecht          | SVP    | Schwyz                 | 22. Dez. 1957 | 1. Dez. 2003   | Generalagent                                | Alex Kuprecht          |
| Helen Leumann          | FDP    | Luzern                 | 7. Nov. 1943  | 4. Dez. 1995   | Geschäftsfrau                               | Helen Leumann          |
| Filippo Lombardi       | CVP    | Tessin                 | 29. Mai 1956  | 6. Dez. 1999   | Medienunternehmer                           | Filippo Lombardi       |
| Werner Luginbühl       | BDP    | Bern                   | 4. Jan. 1958  | 3. Dez. 2007   | Leiter Public Affairs                       | Werner Luginbühl       |
| Theo Maissen           | CVP    | Graubünden             | 2. Sep. 1944  | 23. Jan. 1995  | Ingenieuragronom                            | Theo Maissen           |
| Dick Marty             | FDP    | Tessin                 | 7. Jan. 1945  | 4. Dez. 1995   | Rechtsberater                               | Dick Marty             |
| Liliane Maury Pasquier | SP     | Genf                   | 16. Dez. 1956 | 3. Dez. 2007   | Geburtshelferin                             | Liliane Maury Pasquier |
| Paul Niederberger      | CVP    | Nidwalden              | 5. Dez. 1948  | 3. Dez. 2007   | Experte für Rechnungslegung und Controlling | Paul Niederberger      |
| Luc Recordon           | GPS    | Waadt                  | 20. Sep. 1955 | 3. Dez. 2007   | Rechtsanwalt                                | Luc Recordon           |
| Maximilian Reimann     | SVP    | Aargau                 | 7. Mai 1942   | 11. Dez. 1995  | Finanzjurist                                | Maximilian Reimann     |
| Géraldine Savary       | SP     | Waadt                  | 14. Nov. 1968 | 3. Dez. 2007   | Journalistin                                | Géraldine Savary       |
| Urs Schwaller          | CVP    | Freiburg               | 31. Okt. 1952 | 1. Dez. 2003   | Rechtsanwalt                                | Urs Schwaller          |
| Rolf Schweiger         | FDP    | Zug                    | 9. Jan. 1945  | 1. März 1999   | Rechtsanwalt                                | Rolf Schweiger         |
| Anne Seydoux-Christe   | CVP    | Jura                   | 7. Juli 1958  | 3. Dez. 2007   | Rechtsanwältin                              | Anne Seydoux-Christe   |
| Markus Stadler         | glp    | Uri                    | 24. Dez. 1948 | 1. Juni 2010   | Berater                                     | Markus Stadler         |
| Philipp Stähelin       | CVP    | Thurgau                | 2. Apr. 1944  | 6. Dez. 1999   | Rechtsanwalt                                | Philipp Stähelin       |
| Roberto Zanetti        | SP     | Solothurn              | 14. Dez. 1954 | 1. März 2010   | Geschäftsleiter                             | Roberto Zanetti        |

## Änderungen während der Legislaturperiode
| Name                | Partei | Kanton    | Geburtsdatum  | Amtsantritt  | Rücktritt/Tod                                               | Nachfolger      | Foto                |
| ------------------- | ------ | --------- | ------------- | ------------ | ----------------------------------------------------------- | --------------- | ------------------- |
| Fritz Schiesser     | FDP    | Glarus    | 23. Apr. 1954 | 5. Juni 1990 | 31. Dez. 2007 (Wahl zum Präsidenten des ETH-Rates)          | Pankraz Freitag | Fritz Schiesser     |
| Ernst Leuenberger   | SP     | Solothurn | 18. Jan. 1945 | 6. Dez. 1999 | 30. Juni 2009 (im Amt verstorben)                           | Roberto Zanetti | Ernst Leuenberger   |
| Didier Burkhalter   | FDP    | Neuenburg | 17. Apr. 1960 | 6. Dez. 2007 | 16. Sep. 2009 (Wahl in den Bundesrat)                       | Raphaël Comte   | Didier Burkhalter   |
| Gisèle Ory          | SP     | Neuenburg | 30. Apr. 1956 | 1. Dez. 2003 | 20. Nov. 2009 (Wahl in den Staatsrat des Kantons Neuenburg) | Didier Berberat | Gisèle Ory          |
| Hansruedi Stadler   | CVP    | Uri       | 6. Aug. 1953  | 6. Dez. 1999 | 31. Mai 2010 (Rücktritt)                                    | Markus Stadler  | Hansruedi Stadler   |
| Simonetta Sommaruga | SP     | Bern      | 14. Mai 1960  | 1. Dez. 2003 | 22. Sep. 2010 (Wahl in den Bundesrat)                       | Adrian Amstutz  | Simonetta Sommaruga |